# Petr Čech
Petr Čech (-[ˈpɛtr̩ ˈtʃɛx]; n. 20 mai 1982, Plzeň, Cehoslovacia) este un fotbalist ceh retras din activitate care a jucat pe postul de portar. El este considerat de jucători, comentatori sportivi și antrenori ca fiind unul dintre cei mai mari portari din toate timpurile. In prezent este un antrenor la Chelsea
Născut în Plzeň, Čech și-a început cariera la Chmel Blšany în 1999, unde a jucat sporadic timp de două sezoane înainte de a ajunge la Sparta Praga, în 2001. La vârsta de 19 ani, Čech a devenit titular și a stabilit un nou record în campionatul Cehiei, neprimind gol timp de 903 minute. Această performanță i-a adus primul transfer în străinătate, fiind transferat în 2002 de echipa franceză Rennes de Ligue 1 pentru suma de 5,5 milioane de euro.
În Franța, Čech a fost titular într-o echipă de mijlocul clasamentului, făcând pasul cel mare când a fost transferat de echipa engleză Chelsea din Premier League, care a plătit în schimbul său 7 milioane de lire sterline (9,8 milioane de euro) în 2004, fiind cea mai mare sumă plătită pe un portar de până atunci. În timpul celor unsprezece ani petrecuți la Chelsea, Čech a jucat în 494 de partide, fiind jucătorul străin cu cele mai multe meciuri jucate pentru clubul londonez, precum și al șaselea jucător în general. A câștigat cu Chelsea de trei ori Premier League, patru Cupe ale Angliei, trei Cupe ale Ligii, un titlu UEFA Europa League și o dată Liga Campionilor UEFA. El deține, de asemenea, recordul clubului pentru cele mai multe meciuri fără gol primit, cu 228 de partide. Čech a plecat de la Chelsea în 2015 fiind transferat de rivala londoneză Arsenal pentru suma de 10 milioane de lire sterline, echipă cu care a câștigat încă o Cupă a Angliei.
Čech a debutat pentru echipa națională a Cehiei în 2002 și este cel mai selecționat jucător din istoria echipei naționale a Cehiei, cu 124 de selecții. El și-a reprezentat, de asemenea, țara sa la Campionatul Mondial din 2006, precum și la Campionatele Europene din 2004, 2008, 2012 și 2016. El a fost votat în echipa Campionatului European din 2004, după ce a ajutat-o pe Cehia să ajungă la semifinale și, de asemenea, a fost și căpitan al echipei, înainte de a se retrage de la națională în 2016. Čech este fotbalistul ceh care a primit de cele mai multe ori premiul de cel mai bun fotbalist ceh al anului, deținând totodată și cele mai multe Baloane de Aur ale Cehiei.
Čech a stabilit mai multe recorduri în Premier League, printre care recordul conform căruia i-au trebuit cele mai puține meciuri pentru a ajunge la 100 de partide fără gol primit, 180, cele mai multe partide fără gol primit într-un sezon (24), precum si recordul pentru cele mai multe meciuri fără gol primit din istoria Premier League (202). Čech este, de asemenea, singurul portar care a câștigat Mănușa de Aur a Premier League cu două cluburi diferite, pe care a câștigat-o de patru ori; în sezoanele 2004-2005, 2009-2010, 2013-2014 și 2015-2016. El a fost votat cel mai bun portar al IFFHS din 2005, a primit premiul de „Cel mai bun portar” în edițiile 2004-2005, 2006-2007 și 2007-2008 ale Ligii Campionilor UEFA și a reușit să nu primească niciun gol în 1025 de minute în Premier League 2004-2005.

## Cariera pe echipe

### Cariera timpurie
Născut în Plzeň, Cehoslovacia, Čech a început să joace fotbal la vârstă de șapte ani pentru Škoda Plzeň (în prezent cunoscută sub numele de Viktoria Plzeň). Ca junior, a jucat pe postul de atacant, fiind mutat mai târziu pe poziția de portar. Čech a ajuns la echipa Chmel Blšany din Prima Ligă din Cehia în iunie 1999 și a debutat în campionat la vârsta de 17 ani în octombrie 1999, într-o înfrângere scor 3-1 împotriva Spartei.
Čech a semnat în ianuarie 2001 un contract pe cinci ani și jumătate cu Sparta Praga, la vârsta de 18 ani, fiind lăsat să joace la Blšany până la sfârșitul sezonului 2000-2001. În noiembrie 2001, Čech a doborât recordul deținut anterior de Theodor Reimann pentru cea mai lungă perioadă de timp fără gol primit în Prima Ligă din Cehia, 855 de minute. Această serie de invincibilitate a fost întreruptă de Marcel Melecký de la Bohemians, care a marcat pe 17 noiembrie 2001 în poarta lui Čech, stabilind recordul final 903 de minute consecutive fără gol primit.
În ciuda faptului că Čech nu a câștigat campionatul în primăvara anului 2002 cu Sparta, el a atras interesul mai multor cluburilor engleze, printre care și Arsenal, datorită performanțelor sale din campionat și de la națională. Nu a reușit să ajungă la Arsenal din cauza dificultăților pe care le-a întâmpinat în vederea obținerii permisului de muncă.

### Rennes
În iulie 2002, Čech s-a transferat la clubul francez Rennes, cu care a semnat un contract pe patru ani și care a plătit în schimbul lui 150 de milioane de coroane cehe (5,5 milioane de euro).
În primul său sezon în Franța, a fost numit omul meciul de către L'Équipe în partida cu Paris Saint-Germain. În mai 2003, Rennes se afla în partea inferioară a clasamentului din Ligue 1, scăpând de retrogradare în urma unei victorii cu Montpellier obținută în ultima etapă.

### Chelsea
Chelsea a făcut o ofertă de transfer pentru Ceh în ianuarie 2004, care a fost respinsă. În februarie, Chelsea a reușit să o convingă pe Rennes să îl vândă pe Čech pentru 7 milioane de lire sterline. Čech a semnat un contract de cinci ani, care a intrat în vigoare în iulie 2004, devenind cel mai scump portar din istoria lui Chelsea la acel moment. Čech a fost unul dintre numeroasele transferuri ale cluburilor britanice, care au intrat în centrul atenției în ancheta privind corupția în fotbal din 2006 care ar fi încălcat reglementările privind transferurile. Raportul de anchetă Stevens, publicat în iunie 2007, nu a găsit nici o dovadă de plată ilegală în acest transfer.

#### Sezonul 2004-2005
Când Čech a ajuns la Chelsea, Carlo Cudicini era titularul lui Chelsea. Înainte de începerea sezonului 2004-2005, Cudicini a suferit o accidentare la cot, în urma căreia antrenorul lui Chelsea, José Mourinho, l-a titularizat pe Čech, care a devenit prima alegere de portar în primul său sezon. Nu a primit gol la debutul său la Premier League într-o victorie cu 1-0 asupra Manchester United. Pe 5 martie 2005, Čech a stabilit un nou record în Premier League de 1.025 de minute fără gol primit; acest record avea să fie doborât de Edwin van der Sar de la Manchester United. Această serie de meciuri fără gol primit avea să fie întreruptă de Leon McKenzie de la Norwich City, ultimul gol primit de atunci fiind cel din 12 decembrie 2004, când Thierry Henry a marcat pentru Arsenal. Čech a primit un premiu special din partea Premier League pentru noul record și i-a acordat Mănușa de Aur a Premier League la sfârșitul sezonului 2004-2005 pentru cele 21 de meciuri fără gol primit în Premier League. Echipa, care a primit doar 15 goluri în tot campionatul, a stabilit, de asemenea, un nou record.

#### Sezonul 2005-2006
Chelsea a câștigat din nou titlul în Premier League în sezonul 2005-2006, cu  Čech jucând în 34 de meciuri. Chelsea a primit doar 22 de goluri în timpul acelui sezonului. În ianuarie 2006, a fost numit cel mai bun portar din lume de către IFFHS pentru anul 2005. În februarie 2006, Čech a semnat prelungirea contractului pe doi ani, valabil până în 2010. A fost numit pentru prima dată și cel mai bun fotbalistul ceh al anului.

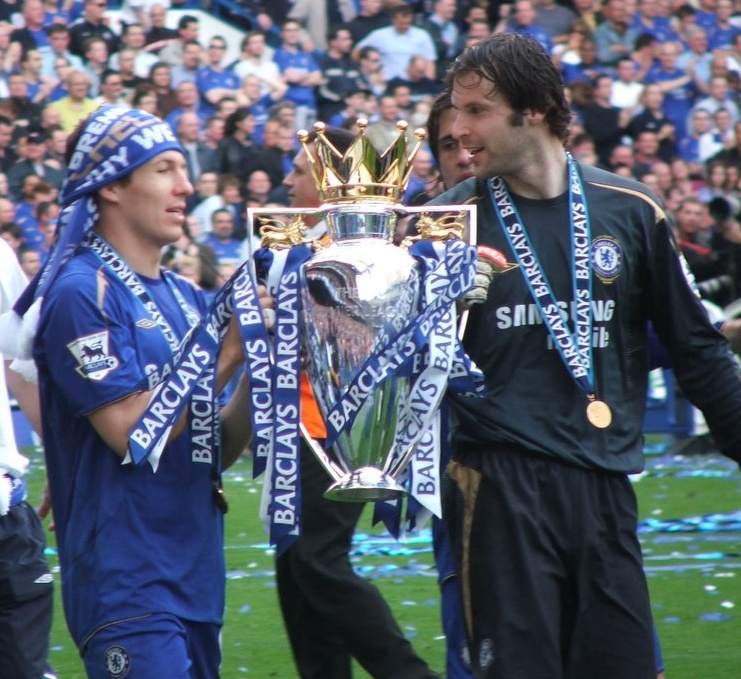
Čech și Arjen Robben sărbătorind al doilea titlu în Premier League în 2006.

#### Sezonul 2006-2007
Pe 27 iunie 2006 Čech a suferit o intervenție chirurgicală la umăr, pentru a scăpa de durerile care l-au sâcâit în sezonul precedent. A revenit în echipă pe 27 august 2006.

#### Accidentarea la cap
Čech a suferit un traumatism cranian în meciul împotriva lui Reading de pe stadionul Madejski, pe 14 octombrie 2006, când s-a ciocnit cu mijlocașul lui Reading, Stephen Hunt, în careul lui Chelsea în primul minut al meciului din Premier League. Hunt l-a lovit în cap pe Čech cu genunchiul drept, lovitură în urma căreia portarul a avut nevoie de îngrijiri medicale. Čech a fost înlocuit după câteva minute de Carlo Cudicini, care a fost făcut și el groggy în același meci, forțându-l pe căpitanul lui Chelsea, John Terry, să joace în poartă pentru minutele rămase ale meciului. Čech a suferit o intervenție chirurgicală pentru fractură craniană de care suferea. Neștiind inițial gravitatea fracturii, medicii au anunțat mai târziu că Čech a fost aproape de a muri  în urma loviturii și, ca urmare a coliziunii, suferea de dureri de cap intense.
Antrenorul lui Chelsea, José Mourinho, a dat vina pe Hunt pentru accidentarea lui Čech, spunând că intrarea sa a fost „o rușine”. El a criticat de asemenea serviciul de ambulanță al NHS Trust, dar și pe arbitrul meciului Mike Riley. Mai mulți comentatori, printre care portari retrași sau în activitate care au văzut acest incident au atras atenția asupra necesității unei protecții sporite pentru portari.
Čech a revenit la lot pe 24 octombrie 2006 și a făcut câteva antrenamente în săptămâna următoare. Totuși, Chelsea a anunțat că portarul va fi lăsat pe tușă timp de trei luni, în conformitate cu sfatul medicului cu privire la timpul necesar recuperării complete a fracturii craniului. Într-un interviu, Čech a spus că nu își amintește ce s-a întâmplat în momentul accidentării.

#### Întoarcerea în lot
Čech a revenit într-un meci de Premier League împotriva lui Liverpool, pe 20 ianuarie 2007, pe care Chelsea l-a pierdut cu 2-0, purtând o cască de tipul celor purtate de rugbiști făcută de Canterbury din Noua Zeelandă și purtând logo-ul producătorului. Acest lucru a dus la un conflict cu sponsorul echipei naționale a Cehiei, Puma, și cu producătorul de echipament sportiv care o sponsoriza pe Chelsea la acea vreme, Adidas. Problema a fost rezolvată după ce cel de-al doilea sponsor a creat propria cască pe care Čech trebuia să o poarte în meciuri din campionat, în timp ce la națională Čech a purtat o mască fără nicio marcă pe ea. Chiar și după ce fractura s-au vindecat complet, Čech a continuat să poarte casca la meciurile lui.
Deși Chelsea a pierdut meciul în care Čech a revenit, după această partidă el a reușit să nu primească gol în Premier League timp de 810 minute. La 11 aprilie 2007, Čech a primit pentru prima dată în carieră premiul de cel mai bun jucător al lunii în Premier League, ca o recunoaștere a celor opt meciuri consecutive fără gol primit. El a fost primul portar căruia i-a fost acordat acest premiu de la Tim Flowers în 2000. Această perioadă fără gol primit a fost întreruptă în timpul victoriei cu 4-1 a lui Chelsea asupra West Ham United, la 18 aprilie 2007, când Carlos Tevez a marcat în poarta apărată de Čech.
Čech nu a primit gol nici în finala Cupei Angliei din 2007 jucată de Chelsea împotriva lui Manchester United. El și Edwin van der Sar au împărțit recordul de 90 de minute fără gol primit într-un meci oficial de pe noul stadion Wembley, dar Čech a devenit primul portar care a încheiat un meci competitiv neînvins, câștigând Cupa Angliei în acel sezon.

#### Sezonul 2007-2008

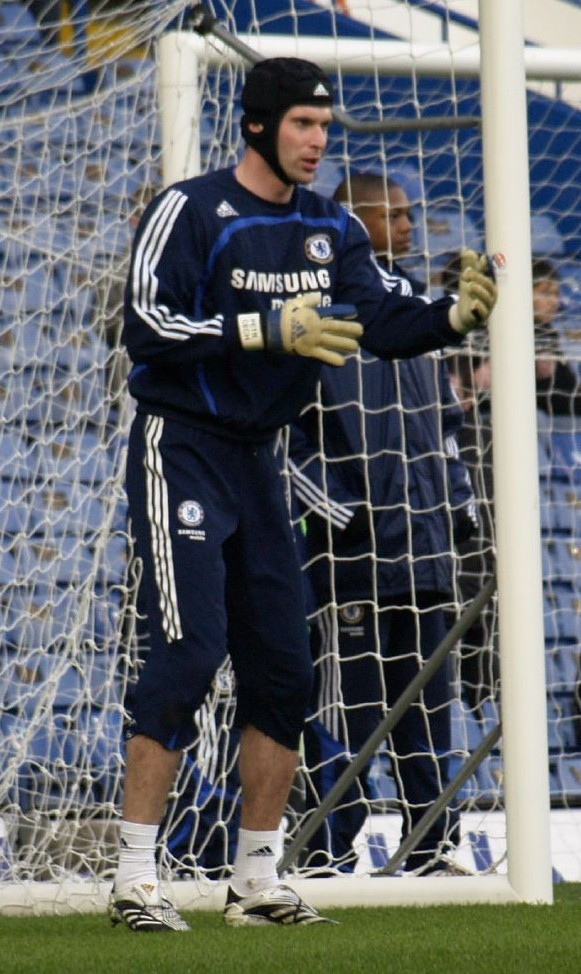
Čech la antrenamentele lui Chelsea în 2008

Ceh a început sezonul 2007-2008 cu două goluri primite în primul meci al sezonului cu Birmingham City. În ciuda acestui lucru, Chelsea a reușit să câștige cu 3-2 și a stabilit un nou record, 64 de meciuri consecutive fără înfrângere acasă.
În noiembrie 2007, Čech a suferit o accidentare la mușchiului gambei drepte în meciul de Liga Campionilor cu Schalke 04 terminat cu scorul de 0-0. În luna următoare, pe 23 decembrie 2007, a fost înlocuit în partida cu Blackburn Rovers din cauza unei accidentări la șold.
Chelsea a suferit prima înfrângere importantă din acel sezon când a pierdut finala Cupei Ligii cu Tottenham Hotspur, iar Čech a respins mingea pe capul lui Jonathan Woodgate care a marcat golul victoriei. El a jucat în mai multe meciuri până la partida din Liga Campionilor a lui Chelsea cu campioana Greciei Olympiacos, accidentându-se la gleznă la antrenament. În săptămânile care au urmat, Čech a ratat meciurile importante jucate în campionat de Chelsea, printre care derby-ul cu Arsenal și manșe ale sferturilor de finală ale Ligii Campionilor.
La 7 aprilie 2008, s-a anunțat faptul că Čech a suferit o intervenție chirurgicală de urgență la bărbie și buze după o ciocnire cu Tal Ben Haim în timpul antrenamentului. A avut 50 de copci pe gura și barbie și a ratat 22 de meciuri din cauza acestei accidentări. El a revenit pe teren pe 14 aprilie, într-un meci acasă împotriva lui Wigan Athletic, pe care Chelsea l-a terminat la egalitate, scor 1-1. El a jucat în finala Ligii Campionilor împotriva lui Manchester United, pe care Chelsea a pierdut-o la loviturile de departajare.

#### Sezonul 2008-2009

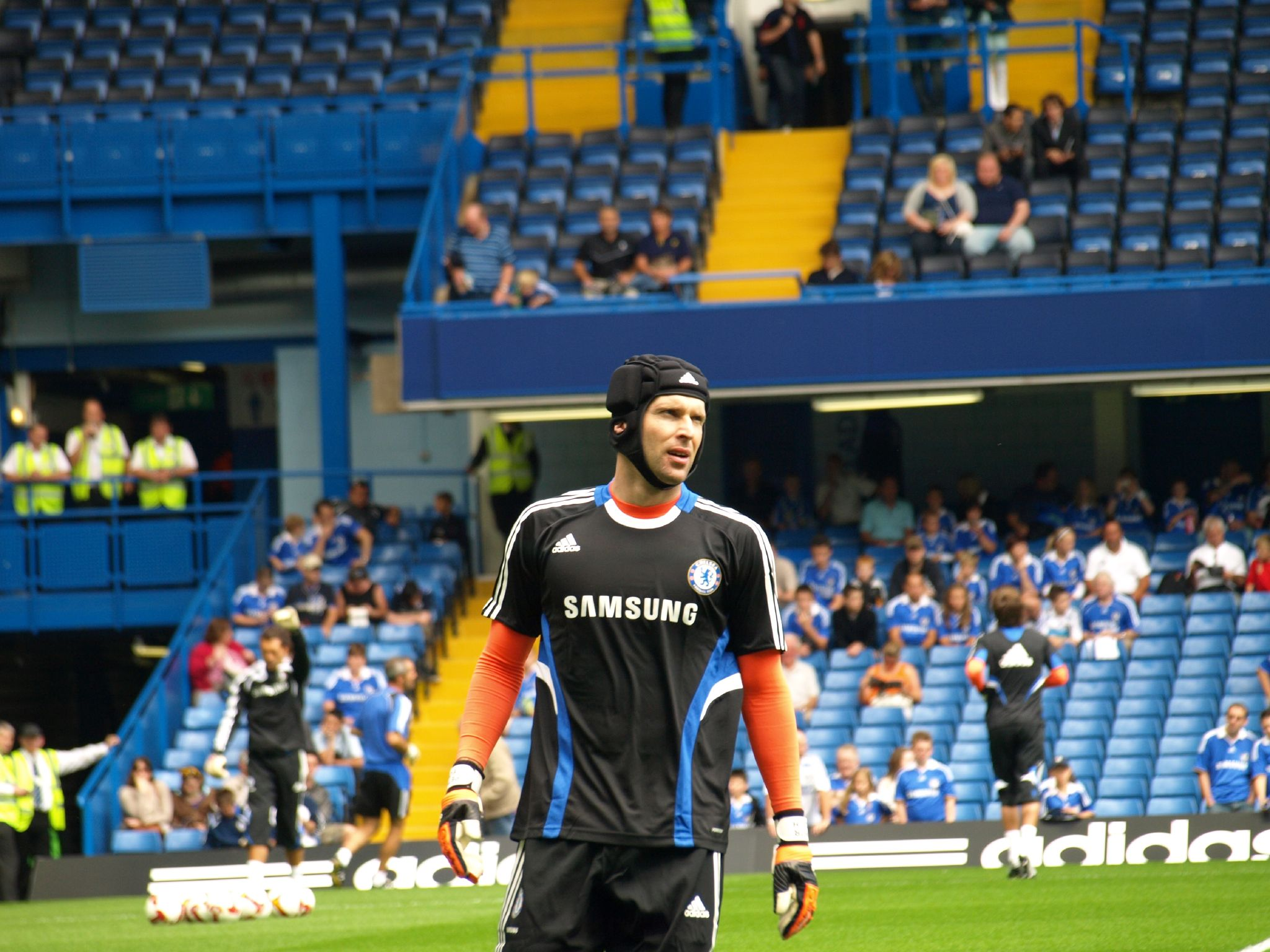
Čech înainte de primul meci al lui Chelsea din sezonul 2008-2009 împotriva lui Portsmouth

Ceh a semnat în iulie 2008 un nou contract pe cinci ani cu formația londoneză până în 2013. Chelsea a început sezonul 2008-2009 într-o formă buna, primind doar 7 goluri în 17 meciuri si reușind 11 meciuri fără gol primit, dintre care 10 au fost cu Čech în poartă.
În noiembrie 2008, Chelsea a învins-o pe Sunderland cu 5-0 pe Stamford Bridge, într-un meci care a marcat cea de-a 100-a partidă pe care Čech a jucat-o pentru Chelsea fără să primească gol. Chelsea a câștigat cu 1-0 în partida cu Juventus din Liga Campionilor, acesta fiind cel de-al 200-lea meci jucat pentru club, și a jucat, de asemenea, într-o victorie cu 1-0 la Villa Park împotriva lui Aston Villa, respingând mai multe șuturi expediate de Gabriel Agbonlahor și Gareth Barry. În săptămâna următoare, Čech a ajutat-o pe Chelsea să urce pe locul secund în campionat după ce a respins un șut dat de Paul Scharner în prima repriză în meciul cu Wigan Athletic de pe Stamford Bridge, în care Chelsea a câștigat 2-1. Meciurile bune fără gol primit făcute de către Čech în victoriile lui Chelsea împotriva lui Portsmouth și Coventry City i-au făcut pe londonezi să-și consolideze poziția în clasamentul Premier League și să progreseze în semifinalele Cupei Angliei. Čech a făcut, de asemenea, mai multe parade în fața lui Dirk Kuyt și Xabi Alonso, în partida câștigată de Chelsea în fața lui Liverpool cu 3-1 pe Anfield în prima etapă a sferturilor de finală ale Ligii Campionilor.
Într-un meci crucial din Premier League în aprilie 2009, cu Chelsea conducând confortabil cu scorul de 4-0 în meciul cu Bolton Wanderers, antrenorul lui Chelsea, Guus Hiddink i-a  scor pe Didier Drogba și pe Frank Lampard de pe teren, iar după ce Bolton a înscris trei goluri pe final de meci, apărarea lui Chelsea și prestația lui Čech au fost puse sub semnul întrebării. Totuși, Čech a răspuns parând penaltiul executat de Mark Noble în victoria cu 1-0 a lui Chelsea de pe Boleyn Ground împotriva lui West Ham. Nu a primit gol, de asemenea, nici în următorul meci împotriva Barcelonei din timpul turului semifinalei Ligii Campionilor. După ce a câștigat cu 3-2 împotriva Sunderlandului pe Stadium of Light, Čech și Chelsea au terminat sezonul cu cea mai bună apărare din Premier League, la egalitate cu Manchester United, după ce au primit doar 24 de goluri pe parcursul sezonului. În ciuda faptului că a primit cel mai rapid gol din istoria finalelor Cupei FA, Čech a ajutat-o pe Chelsea să câștige Cupa FA în 2009 în fața lui Everton. Chelsea a câștigat cu  2-1, iar cehul a obținut cel de-al șaptea trofeu la club.
Fostul antrenor al echipei Chelsea, Luiz Felipe Scolari, i-a acuzat pe Čech, Michael Ballack și Drogba că au provocat concedierea sa, declarând că „nu au acceptat metodele de antrenament sau cerințele mele”. Scolari a mai spus că acest incident a fost perpetuat de faptul că Čech cerea insistent un antrenor personal. Čech a negat aceste declarații spunând că a fost „dezamăgit de [Scolari] pentru că niciodată în viața mea nu am avut un antrenor personal de portar”.

#### Sezonul 2009-2010
Čech a început sezonul 2009-2010 cu Chelsea în formă, învingând-o pe Manchester United în finala Supercupei Angliei de pe Wembley. După ce meciul s-a terminat cu scorul de 2-2 la sfârșitul timpului regulamentar, Čech a scos penaltiurile executate de Ryan Giggs și Patrice Evra. Čech a reușit să nu primească gol în primele șase meciuri de campionat, în urma cărora Chelsea se afla pe primul loc în Premier League. Totuși, la 26 septembrie 2009, Čech a fost eliminat după ce l-a faultat în careu pe Hugo Rodallega, în înfrângerea care a întrerupt seria de victorii și a dus la urcarea lui Manchester United în clasament. La 27 februarie 2010, Čech a suferit o accidentare la gambă în meciul din Liga Campionilor împotriva lui Inter Milano. Pe 13 aprilie, Čech a ajuns la 100 de meciuri de Premier League fără gol primit pentru Chelsea, împotriva lui Bolton. El a câștigat premiul Mănușa de Aur a Premier League pentru a doua oară, după ce nu a primit gol în 17 meciuri de campionat, ajutând-o pe Chelsea să obțină al treilea titlu. El și-a încheiat sezonul, parând o lovitură de pedeapsă în meciul cu Portsmouth din finala Cupei FA, cu albaștrii reușind să câștige din nou cupa, realizând dubla.

#### Sezonul 2010-2011

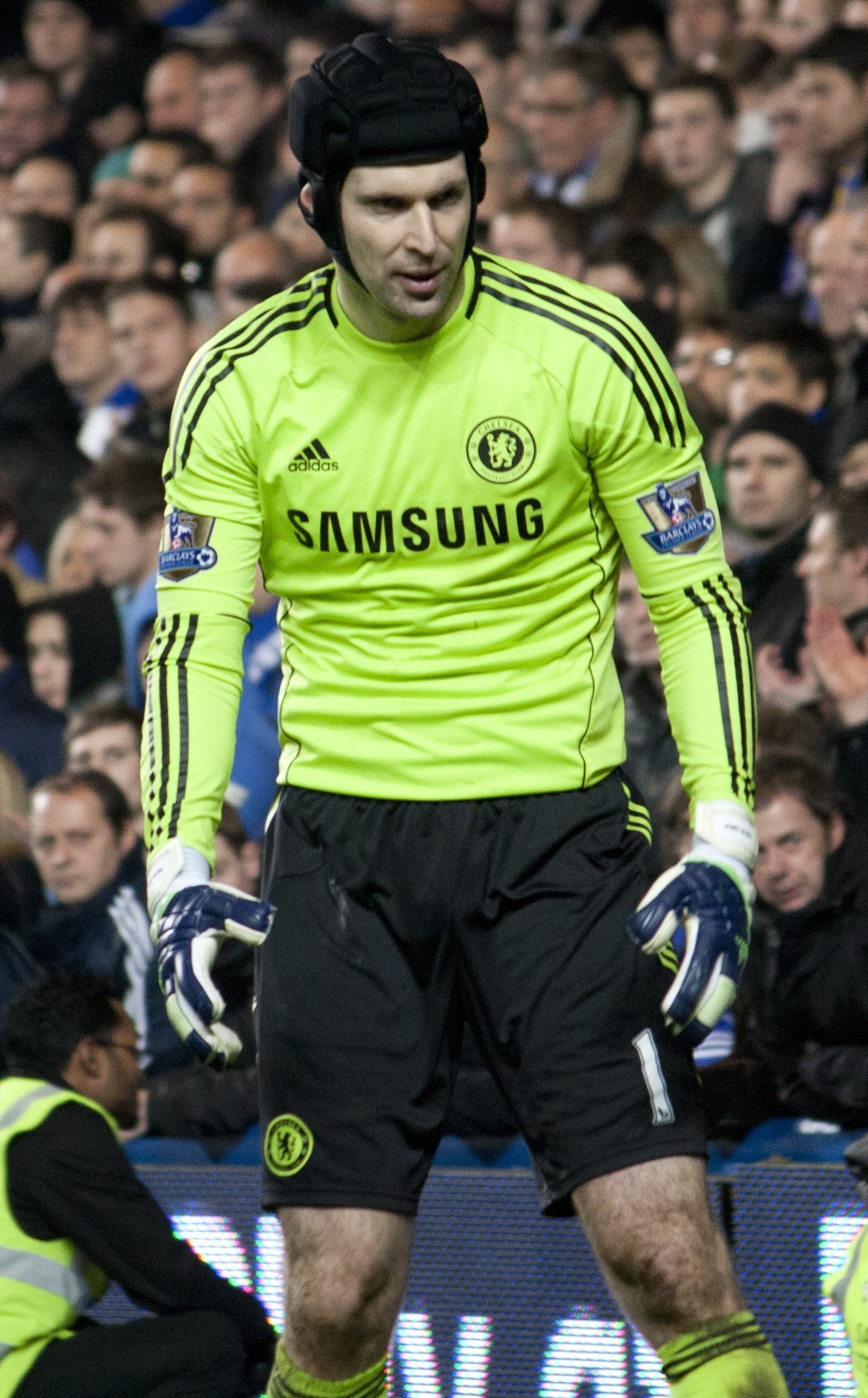
Čech jucând pentru Chelsea în 2010

Pe parcursul cantonamentului de dinaintea sezonului 2010-2011, accidentarea lui Čech la gambă pe care a suferit-o împotriva lui Inter în sezonul precedent s-a agravat. Radeografiile au dezvăluit o ruptură musculara care l-a ținut pe tușă pentru următoarele trei săptămâni, ratând victoria lui Chelsea cu 3-1 în fața lui Manchester United din Community Shield. S-a întors pe teren pe 14 august și nu a primit gol în partida în care Chelsea a învins-o pe West Bromwich Albion cu 6-0. Čech a păstrat din nou poarta intactă într-o victorie scor 2-0 cu Arsenal, făcând același lucru și într-o remiză scor 0-0 la Villa Park. Pe 7 martie, Čech a jucat în cel de-al 300-lea meci în campionat pentru Chelsea, în fața lui Blackpool din Premier League, pe care Chelsea l-a câștigat cu 3-1. Pe 19 mai, Čech a fost premiat cu titlul de Cel mai bun jucător al anului pentru Chelsea pentru prima dată. Mai mult de 28.000 de fani au votat pentru acest premiu, care i-a fost înmânat de antrenorul lui Chelsea, Carlo Ancelotti.  

#### Sezonul 2011-2012
Čech a jucat în prima etapă de campionat din sezonul 2011-2012 într-o partidă a lui Chelsea cu Stoke City, care s-a încheiat cu o remiză, scor 0-0. La 18 august 2011, Čech s-a accidentat la genunchi în timpul antrenamentului și a lipsit pentru patru săptămâni. El s-a întors după trei etape în victoria împotriva lui Sunderland, meci câștigat de Chelsea cu 2-1. Nu a primit gol în primul meci din grupele Ligii Campionilor câștigat de Chelsea cu 2-0 asupra lui Bayer Leverkusen. La 27 februarie, Čech a fost numit drept cel mai bun fotbalist ceh al anului 2011, câștigând premiul pentru a cincea oară. La 24 martie, Čech a jucat în cel de-al 250-lea meci de campionat pentru Chelsea împotriva lui Tottenham Hotspur într-o remiză scor 0-0 pe Stamford Bridge. Čech a parat un penalty executat de fostul său coechipier Arjen Robben în prelungirile partidei cu Bayern München. După 120 de minute scorul era egal, 1-1, astfel că meciul s-a decis la loviturile de departajare. Čech a apărat două penaltiuri în finala Ligii Campionilor, câștigată de Chelsea cu 4-3. Čech a fost numit Omul Meciului după meciul bun făcut în poarta albaștrilor. Prin câștigarea Ligii Campionilor, Čech a devenit doar al patrulea ceh care a câștigat competiția. El a terminat sezonul semnând unui nou contract pe patru ani cu Chelsea în luna mai, păstrându-l la club până la sfârșitul sezonului 2015-2016.

#### Sezonul 2012-2013

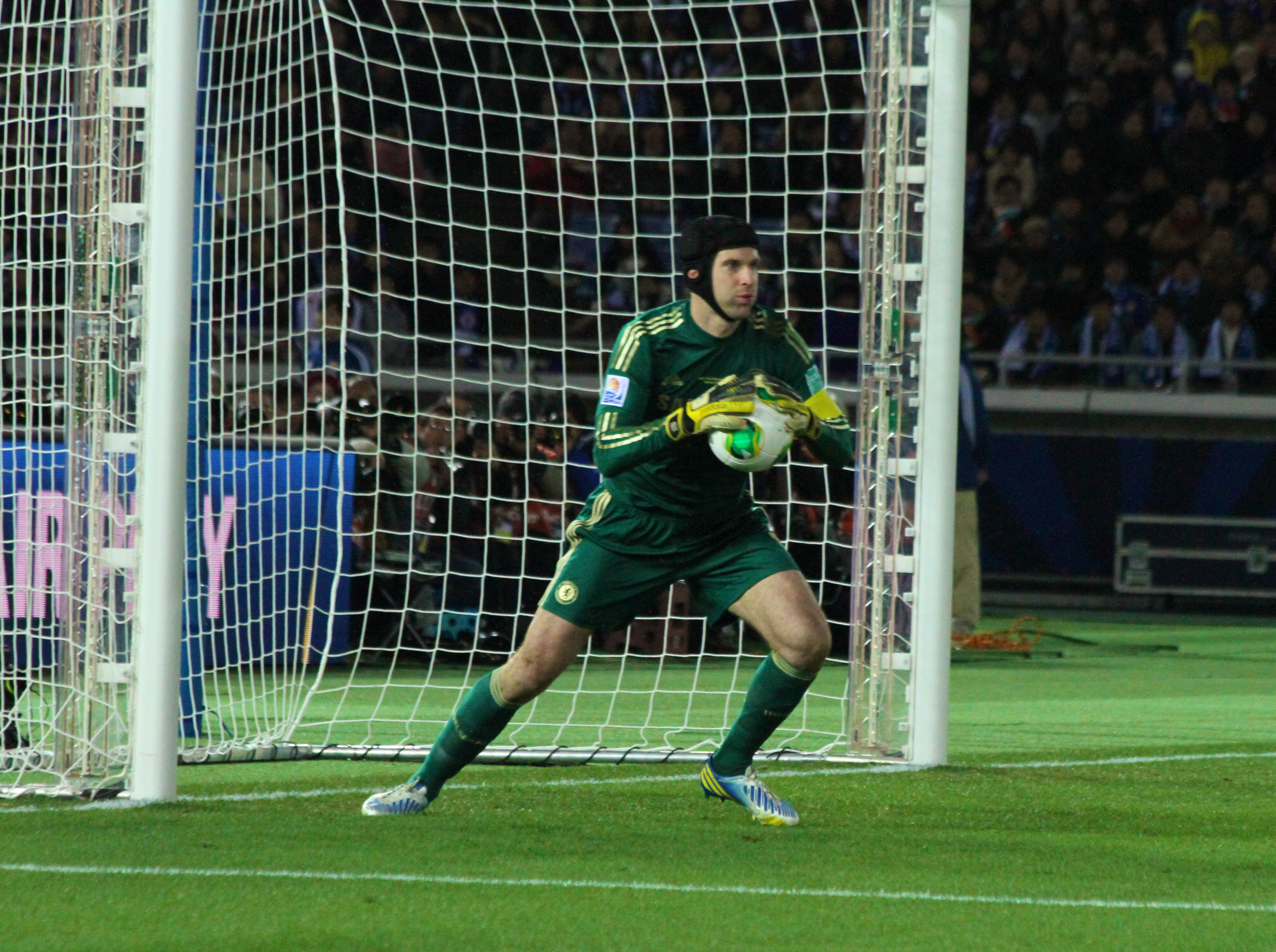
Čech jucând pentru Chelsea în Campionatul Mondial al Cluburilor FIFA 2012

Čech a început ca titular în primul meci al lui Chelsea din sezonul 2012-2013, în meciul de supercupă din 2012 împotriva lui Manchester City, în care Chelsea a fost învinsă de Manchester City cu 3-2, Čech primind gol de la Yaya Touré, Carlos Tevez și Samir Nasri. De asemenea, el jucat în ultima Supercupă a Europei jucată la Monaco pe Stade Louis II, în care a primit patru goluri și pe care Chelsea a pierdut-o cu 4-1 în fața câștigătoarei UEFA Europa League, Atlético Madrid. În octombrie 2012, Čech a preluat banderola de căpitanul, în timp ce căpitanul lui Chelsea, John Terry, a fost suspendat timp de patru meciuri.
În mai 2013, Čech a câștigat UEFA Europa League când Chelsea a învins-o pe Benfica cu 2-1 în finală.

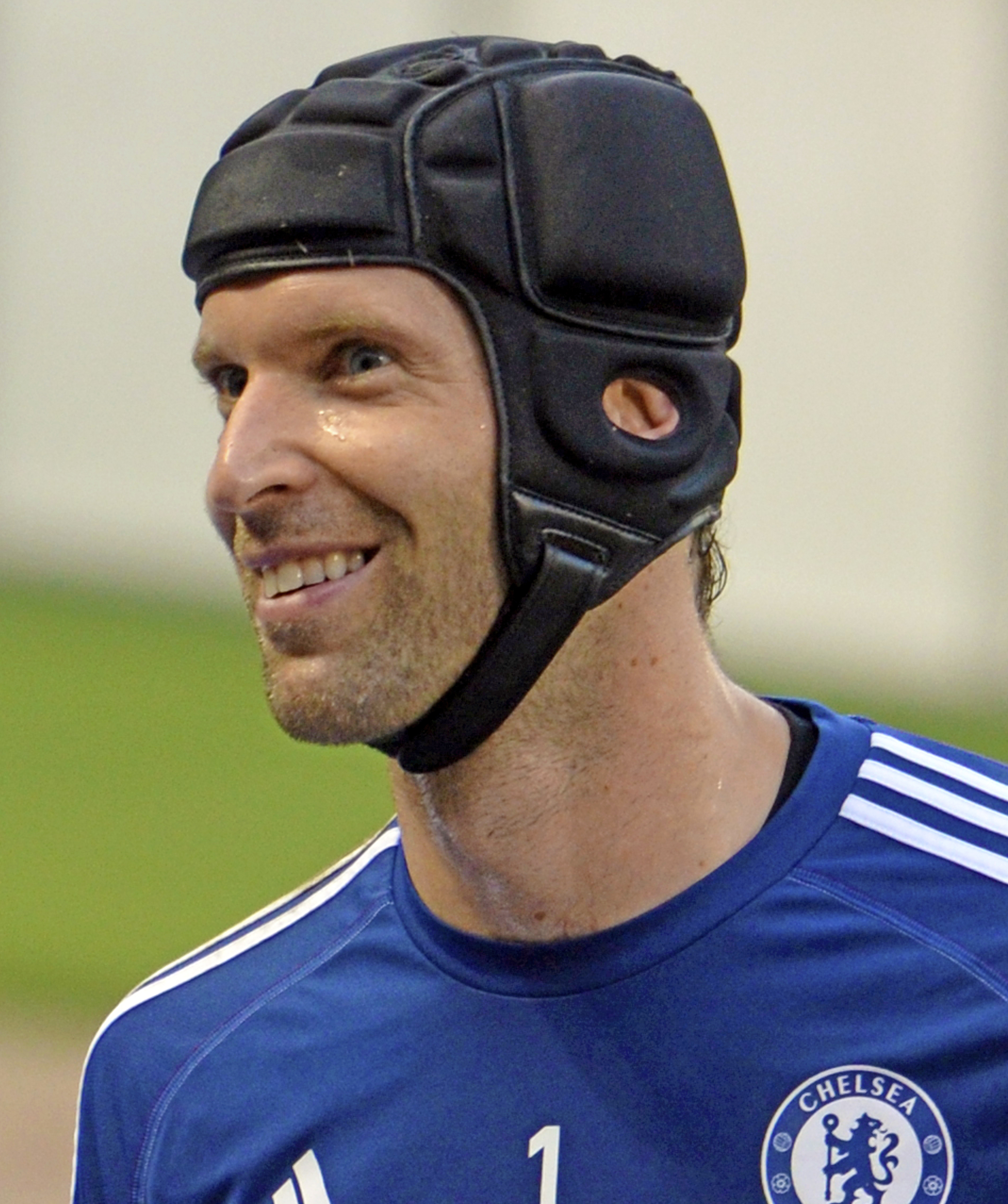
Čech antrenându-se la Chelsea în 2013

La 19 octombrie 2013, Čech a jucat în cel de-al 300-lea meci în Premier League pentru Chelsea, într-o victorie scor 4-1 pe terenul nou-promovatei Cardiff City. Pe 11 ianuarie 2014 a avut loc cel de-al 209-lea meci fără gol primit de Čech pentru Chelsea în toate competițiile, în victoria cu 2-0 în deplasare cu Hull City, învingând recordul clubului stabilit de Peter Bonetti.
La 18 martie 2014, Čech a jucat în cel de-al 100-lea meci în Liga Campionilor UEFA într-o victorie cu 2-0 obținută în fața lui Galatasaray pe Stamford Bridge. A devenit cel de-al patrulea portar care a reușit să joace în 100 de meciuri de Liga Campionilor după Iker Casillas, Victor Valdés și Oliver Kahn.
La 22 aprilie 2014, Čech a fost înlocuit în turul semifinalei Ligii Campionilor împotriva lui Atlético Madrid, după ce s-a accidentat la umăr. Antrenorul lui Chelsea, José Mourinho, a declarat că accidentarea l-ar împiedica pe Čech să mai joace vreun meci în sezonul 2013-2014. În ciuda acestei accidentări, Čech a încheiat sezonul ca câștigător al Mănușii de Aur a Premier League, împreună cu portarul lui Arsenal, Wojciech Szczęsny, ambii cu 16 meciuri fără gol primit.

#### Sezonul 2014-2015
Postul de titular al lui Čech în poarta lui Chelsea a fost luat la începutul sezonului de Thibaut Courtois. Acest lucru s-a datorat accidentărilor lui Čech la umăr, spate și genunchi. La 24 septembrie 2014, Čech a jucat în primul meci pentru Chelsea împotriva lui Bolton în a treia rundă a Cupei Ligii, într-o victorie cu 2-1. El și-a făcut prima sa apariție în campionat pe 5 octombrie, înlocuindu-l pe Courtois care s-a accidentat în prima repriză a meciului câștigat cu 2-0 pe teren propriu cu Arsenal. A fost titular din nou în meciul din grupele Ligii Campionilor împotriva lui Maribor, în care nu a primit gol și pe care Chelsea l-a câștigat cu 6-0. Cu Courtois accidentat, Čech a jucat primul meci ca titular în campionat pe 13 decembrie împotriva lui Hull, neprimind gol în victoria scor 2-0.
În ciuda faptului că a fost mai mult rezervă, Mourinho a declarat că Čech nu va fi vândut în fereastra de transfer din ianuarie 2015 datorită faptului că Mark Schwarzer, cel de-al treilea portar al lui Chelsea, a plecat la Leicester City. În acea lună, Čech a jucat în două meciuri la rând în Premier League împotriva Newcastle United acasă, și cu Swansea City în deplasare, reușind să nu ia gol în ambele victorii. La 1 martie 2015, Čech a început ca titular în finala Cupei Ligii din 2015 împotriva Tottenham Hotspur, neluând gol în victoria scor 2-0 obținută de Chelsea, în urma căruia Čech a a câștigat trofeul pentru a treia oară în cariera sa.

### Arsenal

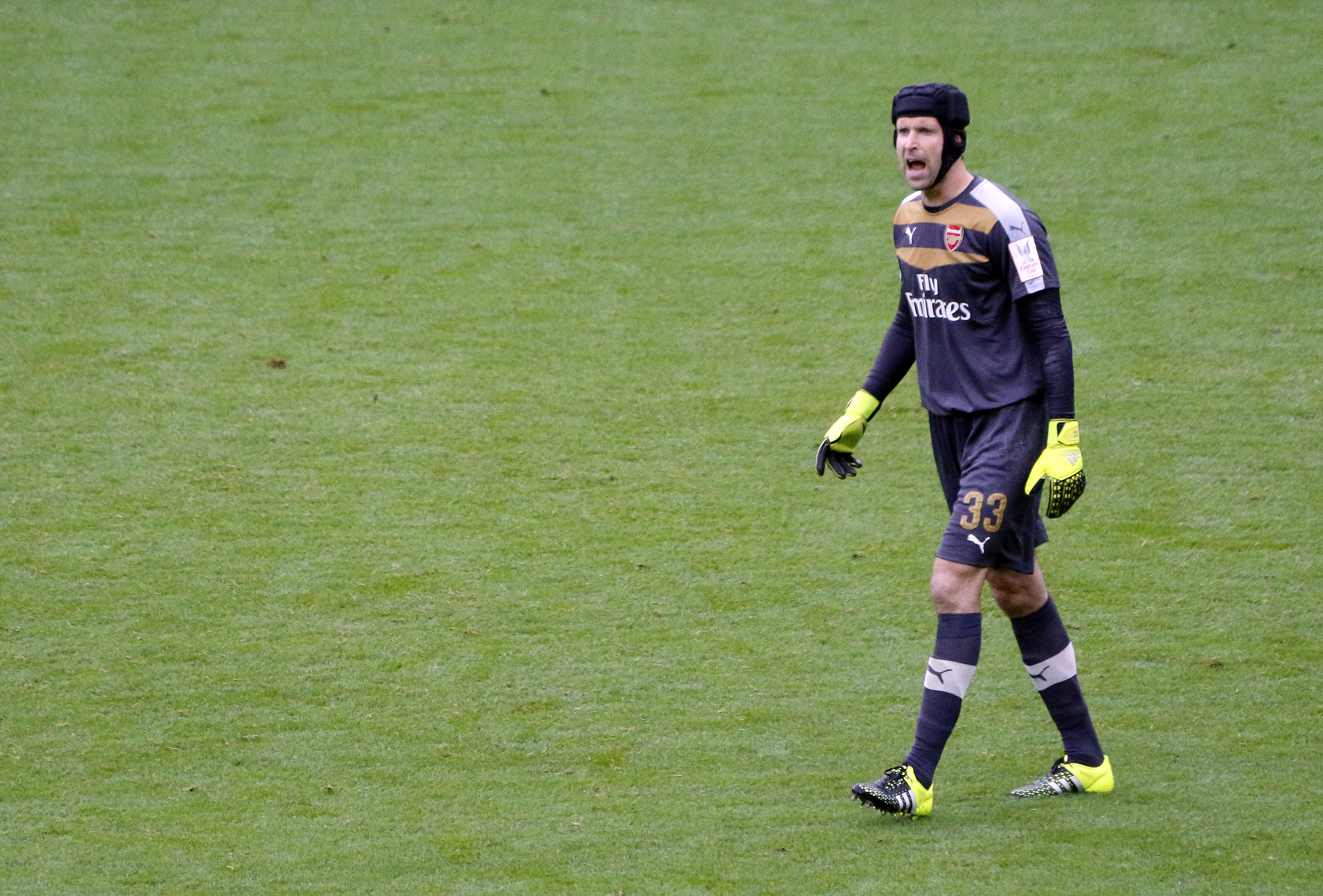
Ceech jucând pentru Arsenal la Cupa Emiratelor din 2015

„În vara anului trecut, lucrurile s-au schimbat și am înțeles faptul că nu am mai fost titular, dar am simțit că nu a venit încă momentul să mă retrag. În timpul sezonului a devenit foarte clar faptul că situația mea nu se va îmbunătăți și, pentru că nu am ajuns în acea etapă a carierei în care vreau să stau pe banca de rezerve, am luat decizia să merg mai departe și să caut noi provocări”—” Čech, printr-o scrisoare deschisă pe Twitter, despre situația lui la Chelsea și transferul la Arsenal

#### Sezonul 2015-2016
Čech a semnat un contract cu rivala lui Chelsea, Arsenal, un contract pe patru ani la 29 iunie 2015, pentru o sumă de aproximativ 10 milioane de lire sterline. Plecarea lui Wojciech Szczęsny la AS Roma sub formă e împrumut l-a făcut pe Čech titular în fața lui David Ospina. Pe 2 august, Čech a câștigat primul său trofeu cu Arsenal, după ce a bătut-o pe fosta sa echipă, Chelsea, cu 1-0 în FA Community Shield 2015. O săptămână mai târziu, el și-a făcut debutul în Premier League pentru Arsenal într-o înfrângere scor 2-0 în fața West Ham. Pe 20 octombrie, el a jucat primul meci în Liga Campionilor pentru Arsenal într-o victorie cu 2-0 împotriva lui Bayern München. Čech a ajuns la cel de-al 170-lea meci în care nu a primit gol în Premier League, într-o victorie scor 2-0 împotriva lui AFC Bournemouth, la 28 decembrie 2015, stabilind un nou record în campionat și depășindu-l pe vechiul deținător al recordului, David James. Pe 2 martie 2016, el s-a accidentat la gambă în timp ce juca împotriva lui Swansea. Pe 2 aprilie s-a aflat pe banca de rezerve în meciul împotriva lui Watford și a revenit pe teren pe 17 aprilie împotriva lui Crystal Palace într-o remiză scor 1-1  și a ajutat-o pe Arsenal să reușească cea de-a 500-a victorie în Premier League la 21 aprilie împotriva lui West Brom. La sfârșitul primului sezon la Arsenal, a fost numit cel mai bun portar din Premier League al sezonului de către comentatori și publicațiile de sport pentru câștigarea Mănușii de Aur cu o apărare ezitantă.

#### Sezonul 2016-2017
Ceh a primit banderola de căpitan a lui Arsenal în meciul din prima etapă cu Liverpool, câștigat cu scorul de 4-3. În septembrie 2016, el a fost integralist în meciul câștigat de Arsenal cu 3-0 în fața fostei sale echipe, Chelsea, pe Emirate. În aprilie 2017, Čech a jucat în semifinala Cupei Angliei 2016-2017 împotriva lui Manchester City pe 24 aprilie pe Wembley, pe care Arsenal a câștigat-o cu 2-1. În acest sezon, Čech a fost ușor criticat de unii fani ai lui Arsenal pentru că nu are un joc de picior  strălucit, dar între timp a avut al treilea cel mai bun număr de mingi expediate în față dintre toți portarii din Premier League, lucru care l-a transformat într-un „portar-libero”. Čech a primit din nou banderola de căpitan pe 10 mai 2017, într-o victorie cu 2-0 asupra Southampton pe stadionul St Mary. Čech a lipsit din finala Cupei Angliei din cauza unei accidentări, dar Arsenal a bătut-o pe Chelsea 2-1. Čech a câștigat Cupa Angliei pentru a cincea oară, iar Arsenal a devenit cel mai de succes club din istoria competiției cu 13 cupe câștigate.

#### Sezonul 2017-18
Čech a început sezonul ca titular în poarta lui Arsenal în meciul din Community Shield 2017, împotriva fostului său club Chelsea; după 1-1 în timpul regulamentar, Arsenal a câștigat meciul cu 4-1 la penaltiuri, în care niciunul dintre portari nu a reușit să apere vreo lovitură, cu Thibaut Courtois și Álvaro Morata de la Chelsea șutând sus și tare, peste poartă.
Čech a primit banderola de căpitan al lui Arsenal, în prima lor victorie de acasă, scor 4-3 cu Leicester City.
La 11 martie 2018, Čech a devenit primul portar din Premier League, care nu a primit gol în 200 de meciuri, după meciul cu Watford în care a apărat un penalty executat de Troy Deeney.

#### Sezonul 2018-2019 și retragerea
El a început sezonul ca fiind prima alegere de portar a antrenorului Unai Emery, dar a pierdut mai târziu locul de titular, preluat de Bernd Leno, după ce a suferit o accidentare la ligamente în timpul unui meci împotriva lui Watford. La 15 ianuarie 2019, Čech a anunțat printr-o scrisoare deschisă pe Twitter că se va retrage la sfârșitul sezonului.

## Cariera la națională

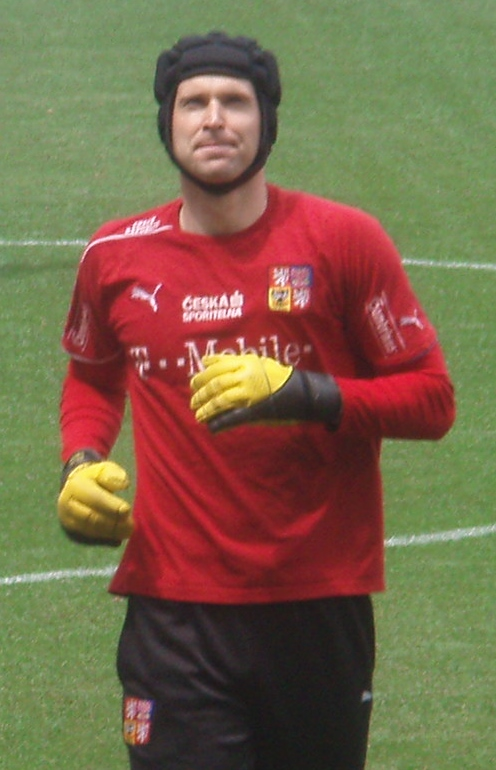
Čech jucând pentru echipa națională de fotbal a Cehiei în 2010

Čech și-a reprezentat pentru prima dată țara în noiembrie 1997 la echipa de sub 15 ani, jucând la mai multe categorii de vârstă la tineret înainte de a-și face debutul la echipa mare a Cehiei în februarie 2002. A ieșit în evidență pentru prima dată la Campionatul European U-21 din 2002, în care a apărat toate penaltiurile executate de Franța în cadrul loviturilor de departajare de la finalul meciului, cu excepția unuia, ajutând-o pe Cehia să câștige titlul european la această categorie de vârstă.
După ce a devenit titularul naționalei mari, Čech a fost convocat la lotul Cehiei pentru Campionatul European din 2004. Paradele lui Čech au ajutat echipa să progreseze până în semifinale, unde au pierdut în fața Greciei datorită regulii goluri de argint. El a fost numit în echipa celor mai buni jucători ai turneului.
Cehia s-a calificat la Campionatul Mondial din 2006, care a avut loc în Germania și a fost plasată în grupa E, alături de Ghana, Italia și Statele Unite. Cehia s-a clasat pe locul trei în grupa ei, după victoria cu 3-0 împotriva Statelor Unite și cu două înfrângeri suferite împotriva Ghanei și Italiei, cu scorul de 2-0 în ambele meciuri, în urma cărora a fost eliminată din turneu.
La 17 octombrie 2007, Čech a fost căpitanul Cehiei în meciul de calificare la Euro 2008 din Grupa D împotriva Germaniei. Nu a primit gol, iar Cehia a învins-o pe Germania cu 3-0, meci în urma căruia Cehia a obținut calificarea la Campionatul European din Austria și Elveția. În ultimul meci din grupe de la turneului final, Čech a fost învins de trei ori în ultimele 15 minute, cu Turcia revenind de la 2-0. Čech a scăpat printre mâini o minge venită dintr-o centrare, permițând lui Nihat Kahveci să înscrie golul egalizator al Turciei.
La 29 mai 2012, Čech a fost numit în lotul Cehiei pentru Euro 2012 din Polonia și Ucraina. În meciul din grupe al Republicii Cehe împotriva Greciei, o bâlbâială a lui Čech a permis grecilor să marcheze. Cu toate acestea, meciul s-a terminat cu 2-1 în favoarea Cehiei. Čech a preluat banderola de căpitan în locul accidentatului Tomáš Rosický în ultimul meci din grupe cu Polonia, în urma căruia Cehia s-a calificat în sferturile de finală cu o victorie scor 1-0. Čech a continuat să fie căpitan și în sferturi, în timp ce Portugalia a eliminat-o pe Cehia printr-un gol marcat de Cristiano Ronaldo în minutul 79.
La 26 martie 2013, Ceh a jucat în cel de-al 100-lea meci pentru Cehia, neprimind gol într-o victorie cu 3-0 asupra Armeniei. El a egalat recordul de selecții deținut de fostul său coechipier Karel Poborský la 17 noiembrie 2015, când a obținut cea de-a 118-a selecție într-un meci pierdut cu 3-1 în fața Poloniei la Wrocław. Pe 27 mai a doborât recordul într-o victorie scor 6-0 din amicalul cu Malta.
La 8 iulie 2016, Čech și-a anunțat retragerea de la națională. El este jucătorul cu cele mai multe selecții de la naționala Cehiei, cu 124.

## Stil de joc și aprecieri

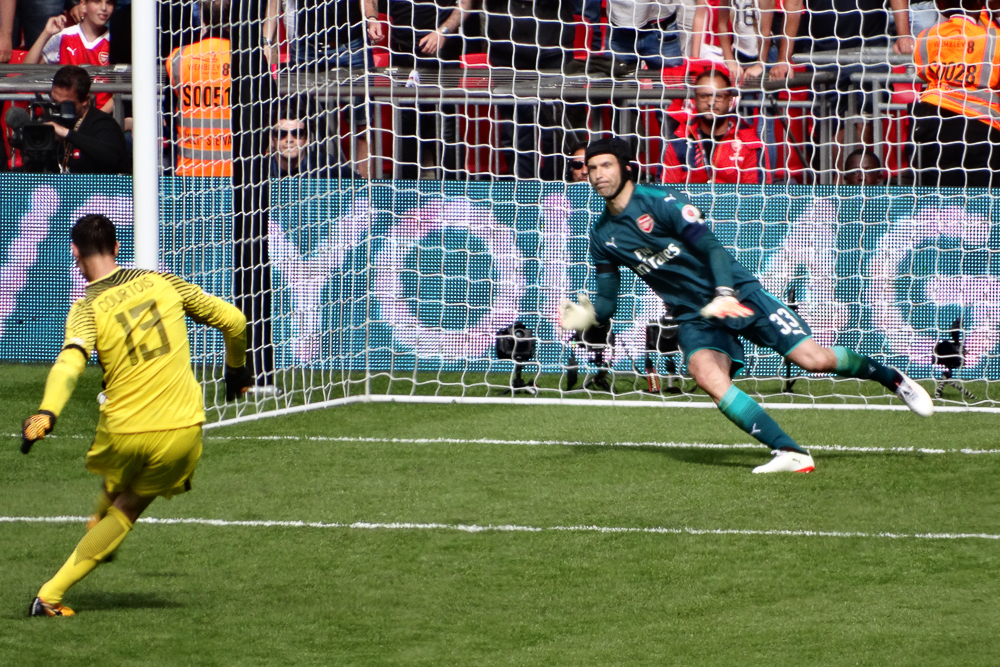
Čech plonjând în încercarea de a apăra penaltiul executat de Thibaut Courtois în victoria lui Arsenal de 4-1, din Community Shield FA 2017, împotriva fostului său club Chelsea.

### Analiză
Din tinerețe, când a fost un talent precoce, Čech a fost considerat unul dintre cei mai importanți, cei mai consecvenți și cei mai respectați portari ai generației și ai tuturor timpurilor. Un portar înalt, atletic, agil, curajos, cu un fizic puternic, cu o mentalitate puternică, precum și cu abilitatea de a lua decizii bune în momente cheie și abilități de lider, s-a distins de-a lungul carierei sale prin reflexe și abilitățile de oprire a șuturilor, precum și pentru simțul poziționării pe teren dezvoltat, concentrare, siguranță în prinderea mingilor atunci când vine pe linia careului pentru a prinde mingile venite din centrări și cornere, precum și felul în care își aranjează coechipierii și îi comandă. Deși el nu este la fel de priceput cu mingea la picior ca noua generație de portari care au apărut spre sfârșitul carierei sale, el poate degaja puternic cu ambele picioare, deși este stângaci.

### Aprecieri
„Sunt onorat de faptul că am fost antrenorul care, la o vârstă atât de fragedă, i-a dat lui Petr șansa de a fi titular în Premier League. După acea zi, toate meritele sunt ale sale. Am tot respectul pentru recordurile, performanțele, meciurile fără gol primit, titlurile și profesionalismul său.”—Fostul antrenor al lui Chelsea, Jose Mourinho, despre Čech
Čech este considerat ca fiind unul dintre cei mai mari portari ai generației sale, cât și din toate timpurile, primind laude de la mai multi jucători, experți si antrenori, datorita abilitaților sale de portar. Portarul Gianluigi Buffon l-a numit pe Ceh drept cel mai bun portar al erei sale, spunând: „Cel mai bun portar cu picioarele? Pepe Reina. În duelurile aeriene aș spune Neuer. Cu mâinile: Casillas. Cel mai bun per ansamblu aș spune că este Čech.”, în timp ce Iker Casillas a declarat despre el că este «Unul dintre cei mai buni portari pe care i-am văzut vreodată», prin intermediul contului său de Twitter. Fostul antrenor al lui Arsenal, Arsene Wenger și portarul Jens Lehmann au declarat despre el că est unul dintre cei mai mari portari din toate timpurile. Ceh are în prezent două recorduri în Cartea Recordurilor Guinness pentru cele mai multe meciuri fără gol primit din istoria Premier League și pentru câștigarea premiului Mănușa de Aur cu două cluburi diferite.

## Viața personală
Čech a fost unul din tripleții născuți de mama sa, împreună cu sora Šárka și un frate pe nume Michal, care a murit la vârstă de doi ani după ce a contractat o infecție în spital. Ceh are de asemenea o sora mai mare, Markéta.
Čech s-a căsătorit cu Martina Dolejšová (acum Čechová) (în 1982), tot cehă, în iunie 2003. Ei au o fiică Adéla (n. 23 ianuarie 2008)  și un fiu Damián (n. Iunie 2009), ambii născuți în Republica Cehă.
Îi place muzica și cântă la tobe. El are un canal de YouTube sub propriul său nume pe care postează videoclipuri cu coveruri la tobe, printre care se numără melodii precum „Anna Molly” a lui Incubus, precum și cântece ale lui Coldplay si Foo Fighters. A cântat cu Roger Taylor de la formația Queen.
Pe lângă ceha maternă, Ceh mai vorbește engleză, franceză, germană și spaniolă.

## Statistici privind cariera

### Club
Până pe 10 mai 2019
| Club          | Sezon         | Campionat            | Campionat | Campionat | Cupă    | Cupă   | Cupa Ligii | Cupa Ligii | Europa  | Europa | Altele  | Altele | Total   | Total  |
| Club          | Sezon         | Divizie              | Meciuri   | Goluri    | Meciuri | Goluri | Meciuri    | Goluri     | Meciuri | Goluri | Meciuri | Goluri | Meciuri | Goluri |
| ------------- | ------------- | -------------------- | --------- | --------- | ------- | ------ | ---------- | ---------- | ------- | ------ | ------- | ------ | ------- | ------ |
| Blšany        | 1999–2000     | Prima Ligă din Cehia | 2         | 0         | 1       | 0      | –          | –          | –       | –      | –       | –      | 3       | 0      |
| Blšany        | 2000–2001     | Prima Ligă din Cehia | 25        | 0         | 0       | 0      | –          | –          | –       | –      | –       | –      | 25      | 0      |
| Blšany        | Total         | Total                | 27        | 0         | 1       | 0      | –          | –          | –       | –      | –       | –      | 28      | 0      |
| Sparta Prague | 2001–2002     | Prima Ligă din Cehia | 27        | 0         | 3       | 0      | –          | –          | 12      | 0      | –       | –      | 42      | 0      |
| Sparta Prague | Total         | Total                | 27        | 0         | 3       | 0      | –          | –          | 12      | 0      | –       | –      | 42      | 0      |
| Rennes        | 2002–2003     | Ligue 1              | 37        | 0         | 4       | 0      | 0          | 0          | –       | –      | –       | –      | 41      | 0      |
| Rennes        | 2003–2004     | Ligue 1              | 33        | 0         | 3       | 0      | 1          | 0          | –       | –      | –       | –      | 37      | 0      |
| Rennes        | Total         | Total                | 70        | 0         | 7       | 0      | 1          | 0          | –       | –      | –       | –      | 78      | 0      |
| Chelsea       | 2004–2005     | Premier League       | 35        | 0         | 0       | 0      | 2          | 0          | 11      | 0      | 0       | 0      | 48      | 0      |
| Chelsea       | 2005–2006     | Premier League       | 34        | 0         | 0       | 0      | 0          | 0          | 7       | 0      | 1       | 0      | 42      | 0      |
| Chelsea       | 2006–2007     | Premier League       | 20        | 0         | 6       | 0      | 2          | 0          | 8       | 0      | 0       | 0      | 36      | 0      |
| Chelsea       | 2007–2008     | Premier League       | 26        | 0         | 1       | 0      | 3          | 0          | 9       | 0      | 1       | 0      | 40      | 0      |
| Chelsea       | 2008–2009     | Premier League       | 35        | 0         | 6       | 0      | 1          | 0          | 12      | 0      | 0       | 0      | 54      | 0      |
| Chelsea       | 2009–2010     | Premier League       | 34        | 0         | 2       | 0      | 0          | 0          | 6       | 0      | 1       | 0      | 43      | 0      |
| Chelsea       | 2010–2011     | Premier League       | 38        | 0         | 3       | 0      | 0          | 0          | 9       | 0      | 0       | 0      | 50      | 0      |
| Chelsea       | 2011–2012     | Premier League       | 34        | 0         | 7       | 0      | 2          | 0          | 13      | 0      | 0       | 0      | 56      | 0      |
| Chelsea       | 2012–2013     | Premier League       | 36        | 0         | 5       | 0      | 3          | 0          | 15      | 0      | 4       | 0      | 63      | 0      |
| Chelsea       | 2013–2014     | Premier League       | 34        | 0         | 1       | 0      | 0          | 0          | 10      | 0      | 1       | 0      | 46      | 0      |
| Chelsea       | 2014–2015     | Premier League       | 7         | 0         | 2       | 0      | 4          | 0          | 3       | 0      | 0       | 0      | 16      | 0      |
| Chelsea       | Total         | Total                | 333       | 0         | 33      | 0      | 17         | 0          | 103     | 0      | 8       | 0      | 494     | 0      |
| Arsenal       | 2015–2016     | Premier League       | 34        | 0         | 1       | 0      | 1          | 0          | 5       | 0      | 1       | 0      | 42      | 0      |
| Arsenal       | 2016–2017     | Premier League       | 35        | 0         | 2       | 0      | 0          | 0          | 0       | 0      | 0       | 0      | 37      | 0      |
| Arsenal       | 2017–2018     | Premier League       | 34        | 0         | 0       | 0      | 0          | 0          | 3       | 0      | 1       | 0      | 38      | 0      |
| Arsenal       | 2018–2019     | Premier League       | 7         | 0         | 2       | 0      | 2          | 0          | 10      | 0      | 0       | 0      | 21      | 0      |
| Arsenal       | Total         | Total                | 110       | 0         | 5       | 0      | 3          | 0          | 18      | 0      | 2       | 0      | 138     | 0      |
| Total carieră | Total carieră | Total carieră        | 567       | 0         | 49      | 0      | 21         | 0          | 133     | 0      | 10      | 0      | 780     | 0      |

### Internațional
Până pe 5 iunie 2016 
| Echipa națională a Cehiei | Echipa națională a Cehiei | Echipa națională a Cehiei |
| An                        | Meciuri                   | Goluri                    |
| ------------------------- | ------------------------- | ------------------------- |
| 2002                      | 7                         | 0                         |
| 2003                      | 8                         | 0                         |
| 2004                      | 13                        | 0                         |
| 2005                      | 10                        | 0                         |
| 2006                      | 10                        | 0                         |
| 2007                      | 8                         | 0                         |
| 2008                      | 9                         | 0                         |
| 2009                      | 7                         | 0                         |
| 2010                      | 6                         | 0                         |
| 2011                      | 10                        | 0                         |
| 2012                      | 10                        | 0                         |
| 2013                      | 8                         | 0                         |
| 2014                      | 6                         | 0                         |
| 2015                      | 6                         | 0                         |
| 2016                      | 6                         | 0                         |
| Total                     | 124                       | 0                         |

## Palmares
Chelsea
- Premier League: 2004-2005, 2005-2006, 2009-2010, 2014-2015 [167]
- Cupa Angliei: 2006-2007,[168] 2008-2009,[169] 2009-2010,[170] 2011-2012[171]
- Cupa Ligii Angliei: 2004-2005,[172] 2006-2007,[173] 2014-2015;[174] finalist: 2007-2008[175]
- FA Shield Community: 2005,[176] 2009[177]
- Liga Campionilor UEFA: 2011-2012;[178] finalist: 2007-2008[179]
- UEFA Europa League: 2012-2013[180]

Arsenal
- Cupa FA: 2016-2017[181]
- FA Community Shield: 2015,[182] 2017[182]
- Cupa Ligii Angliei: 2017-2018[183]

### Internațional
Cehia U21
- Campionatul European de Fotbal sub 21 de ani: 2002

### Individual
- Jucătorul de Aur al Campionatului European sub 21 de ani: 2002[184]
- Cele mai multe meciuri fără gol primit din Prima Ligă Cehă: 2001-2002[185]
- Cel mai bun portar din Ligue 1: 2003-2004[186]
- Echipa Campionatului European: 2004 [187]
- Mănușa de Aur a Premier League: 2004-2005, 2009-2010, 2013-2014, 2015-2016 [167]
- Echipa PFA a anului: Premier League 2004-2005,[188] Premier League 2013-2014[189]
- Cel mai bun jucător ceh al anului: 2005,[190] 2008,[191] 2009,[192] 2010, 2011, 2012, 2013, 2015, 2016[191]
- Mingea de Aur (Cehia) : 2005, 2006, 2007, 2008, 2010, 2011, 2012, 2013, 2014, 2016, 2017[193]
- Cel mai bun portar din lume al IFFHS: 2005[194]
- Cel mai bun portar european : 2005, 2007, 2008
- Premiile UEFA Football cel mai bun portar: 2005, 2007, 2008 [195]
- Echipa Anului UEFA: 2005 [195]
- Echipa ESM a anului: 2004-05, 2005-2006[196]
- Jucătorul lunii în Premier League martie 2007 [167]
- Jucătorul anului al lui Chelsea: 2010-2011[197]
- FIFA FIFPro World XI a 5-a echipă: 2013[198]